# المنارة دي أداخا
المنارة دي أداخا (بالإسبانية: Almenara de Adaja)‏ هي بلدية تقع في مقاطعة بلد الوليد، قشتالة وليون، إسبانيا. وفقًا لتعداد عام 2004 (المعهد الوطني للإحصائيات)، كان عدد سكان البلدية 37 نسمة.